# Verband der deutschen Fruchtsaft-Industrie
Im Verband der deutschen Fruchtsaft-Industrie (VdF) sind bundesweit 185 Fruchtsafthersteller organisiert (Stand: April 2020), davon 173 ordentliche Mitglieder mit 12 verbundenen Unternehmen, außerdem 69 fördernde Mitglieder – meist traditionell mit der Fruchtsaft-Industrie verbundene Unternehmen aus den Bereichen Halbware, Transport, Verpackung, Maschinenbau und Beratung. Darüber hinaus werden ca. 141 kleinere Betriebe über 4 Landesverbände betreut.

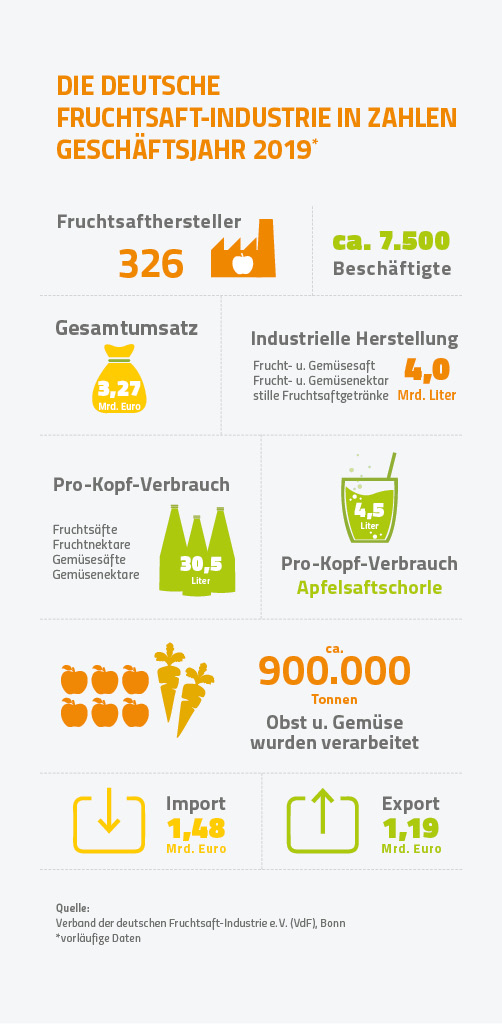
Die deutsche Fruchtsaft-Industrie in Zahlen 2019

## Organisation
Seine Organe sind
- die Mitgliederversammlung
- das Präsidium
- der Beirat
- die Ständigen Ausschüsse und Unter- bzw. Sonderausschüsse

Die Mitgliederversammlung ist das oberste und letztlich entscheidende Verbandsorgan. Sie wird mindestens einmal im Jahr einberufen.

## Aufgaben und Ziele
Der Verband vertritt die gemeinsamen Interessen dieser Branche national und international und unterrichtet seine Mitglieder in allen, die Industrie betreffenden, aktuellen Fragen.
Am 17. Januar 1951 wurde die Vorläuferorganisation, der „Zentralverband der Süßmost- und Obstgetränkeindustrie e. V.“ in Wiesbaden gegründet. Seine Aufgabe damals war es, der Branche aus den Aufbauzeiten nach dem Krieg durch Bündelung der Interessen herauszuhelfen. Im Zuge einer Reorganisation und Satzungsänderung wurde er 1965 in „Verband der deutschen Fruchtsaft-Industrie e. V.“ umbenannt.
Der Verband nutzt die Verpackungsprüfstelle der Versuchs- und Lehranstalt für Brauerei als Vertragslabor für Getränkebehälter.

## Der VdF im europäischen Kontext
Die Lobby-Arbeit für die deutsche Fruchtsaft-Industrie auf europäischer Ebene spielt heute eine besondere Rolle. Der VdF engagiert sich in der europäischen Fruchtsaftvereinigung A.I.J.N. (Association of the Industry of Juices and Nectars from Fruits and Vegetables of the European Union). Mitglieder der A.I.J.N. sind 19 nationale Fruchtsaftverbände der EU-Mitgliedstaaten.
Viele deutsche Experten haben eine Funktion als Chairman oder Mitglied eines Arbeitskreises oder Komitees. Ziel der Mitarbeit des VdF bei der A.I.J.N. ist die Sicherung der Qualitätsstandards bei Fruchtsäften und Fruchtnektaren.
Die Internationale Fruchtsaft-Union (International Federation of Fruit Juice Producers) wurde 1949 von den großen Verbänden der Fruchtsafthersteller Europas gegründet. Im Jahr 2019 feierte die IFU ihr 70-jähriges Bestehen. Sie zählt mittlerweile über 180 Mitglieder (Fachverbände, Firmen und Universitäten). Darüber hinaus ist die IFU auch als offizielles beratendes Mitglied für den Codex Alimentarius tätig.

## VdF-Mehrwegsystem

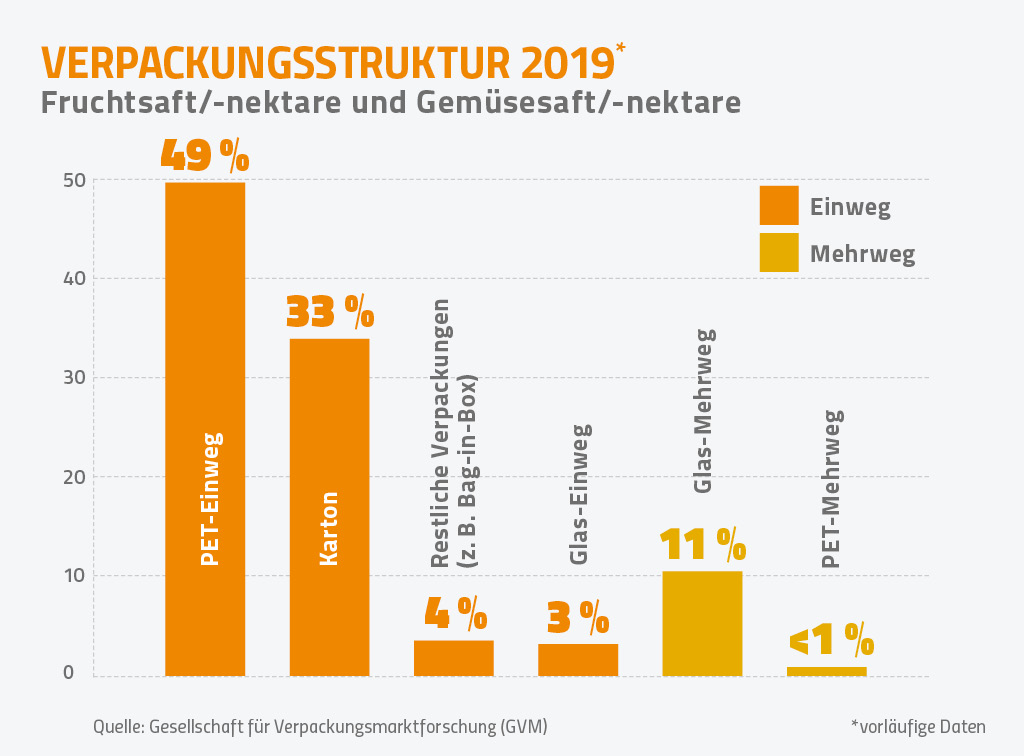
Verpackungsstruktur fruchthaltiger Getränke 2019

Bevor 1972 das verbandseigene Mehrweg-System eingeführt wurde, arbeitete jeder Fruchtsafthersteller mit eigenen Flaschen, die nicht austauschbar waren. Das Nebeneinander verschiedener Mehrweg-Systeme erschwerte die Leergutrückgabe für Handel und Verbraucher. Vor allem für die kleinen und mittelständischen Unternehmen der Fruchtsaft-Industrie hat das Anfang der 70er-Jahre bundesweit eingeführte VdF-Mehrweg-System zu einer enormen Rationalisierung der Leergutrücknahme geführt.
Verbrauchern, Handel und Herstellern steht damit seit über 40 Jahren ein modulares System mit stapelbaren Kästen und Glas-Mehrweg-Flaschen in unterschiedlichen Größen zur Verfügung. Damit ist die Bereitschaft des Handels gestiegen, Fruchtsäfte und -nektare in Mehrweg-Flaschen zu führen, sie kastenweise anzubieten und auch wieder zurückzunehmen. Heute wird das VdF-Mehrweg-System von ca. 300 Unternehmen der Fruchtsaft-Industrie in Deutschland eingesetzt. Das Pfand pro Flasche liegt seit der Euro-Einführung am 1. Januar 2002 bei 15 Cent.

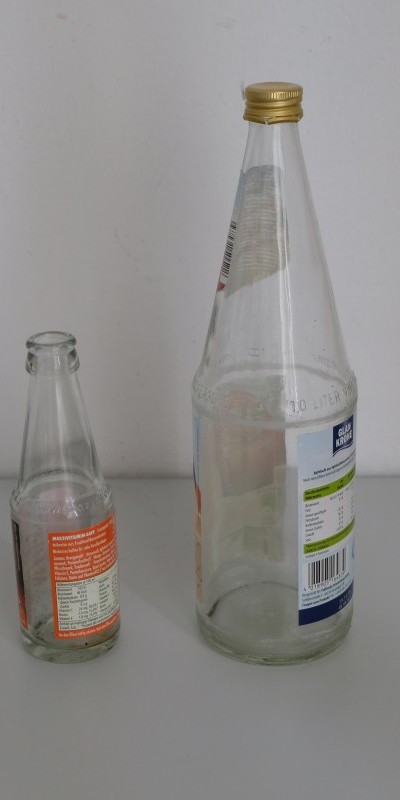
Beispiel für VdF-Mehrweg-Glasflaschen in den Größen 0,2 l und 1 l

Das VdF-Mehrwegsystem stellt vier Mehrweg-Flaschengrößen aus weißem Glas zur Verfügung (0,2 Liter, 0,5 Liter, 0,7 Liter und 1,0 Liter). Das „Flaggschiff“ dieses Systems ist die 1,0-Liter-Flasche: Mit über 65 Prozent liegt sie gegenüber allen anderen Mehrweg-Flaschen der Fruchtsaftbranche an der Spitze, sie wird praktisch in allen Getränke- und Supermärkten Deutschlands zurückgenommen.